# Anse Royale

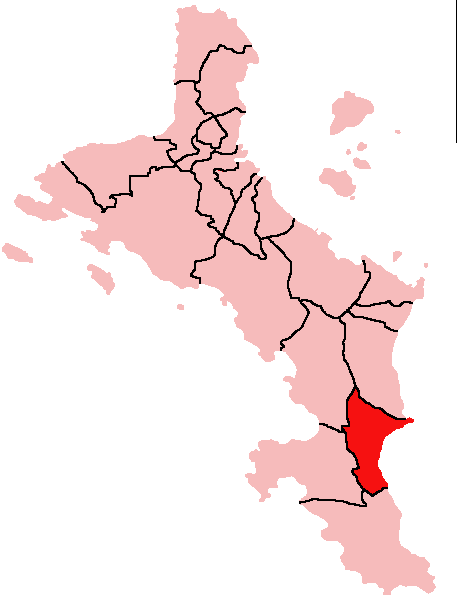
Położenie dystryktu Anse Royale na wyspie Mahé

Anse Royale – dystrykt na Seszelach położony w południowej części wyspy Mahé. Jego stolicą jest Anse Royale. 